# Tetraloniella karooensis
Tetraloniella karooensis là một loài Hymenoptera trong họ Apidae. Loài này được Brauns mô tả khoa học năm 1926.